# 2806 Graz
2806 Graz è un asteroide della fascia principale. Scoperto nel 1953, presenta un'orbita caratterizzata da un semiasse maggiore pari a 2,3788231 UA e da un'eccentricità di 0,0472452, inclinata di 2,33923° rispetto all'eclittica.